# Šurbek
Šurbek je priimek več znanih ljudi:
- Boris Šurbek (*1944), slovenski tolkalist in pedagog
- Dragutin Šurbek (1946–2018), hrvaški igralec namiznega tenisa
- Jernej Šurbek, slovenski glasbenik - tolkalist
- Milivoj Šurbek (*1942), slovenski dirigent